# Downtown Brooklyn
Downtown Brooklyn, ou DoBro, est un quartier de la ville de New York, situé dans l'arrondissement de Brooklyn. Situé dans la partie nord-ouest de l'arrondissement, il constitue le troisième quartier d'affaires de la ville derrière Midtown Manhattan et Lower Manhattan. Le quartier est réputé pour ses immeubles de bureau tels que la One Hanson Place ou le MetroTech Center, mais également pour son immobilier résidentiel. Depuis le début du plan de « rezonage » de Brooklyn, qui a débuté en 2004, le quartier connaît des transformations majeures, permises par des investissements majeurs d'acteurs privés comme publics.
Le quartier est desservi par de nombreuses lignes du métro de New York, notamment grâce aux complexes de Jay Street – MetroTech, Court Street – Borough Hall, Atlantic Avenue – Barclays Center, et DeKalb Avenue.

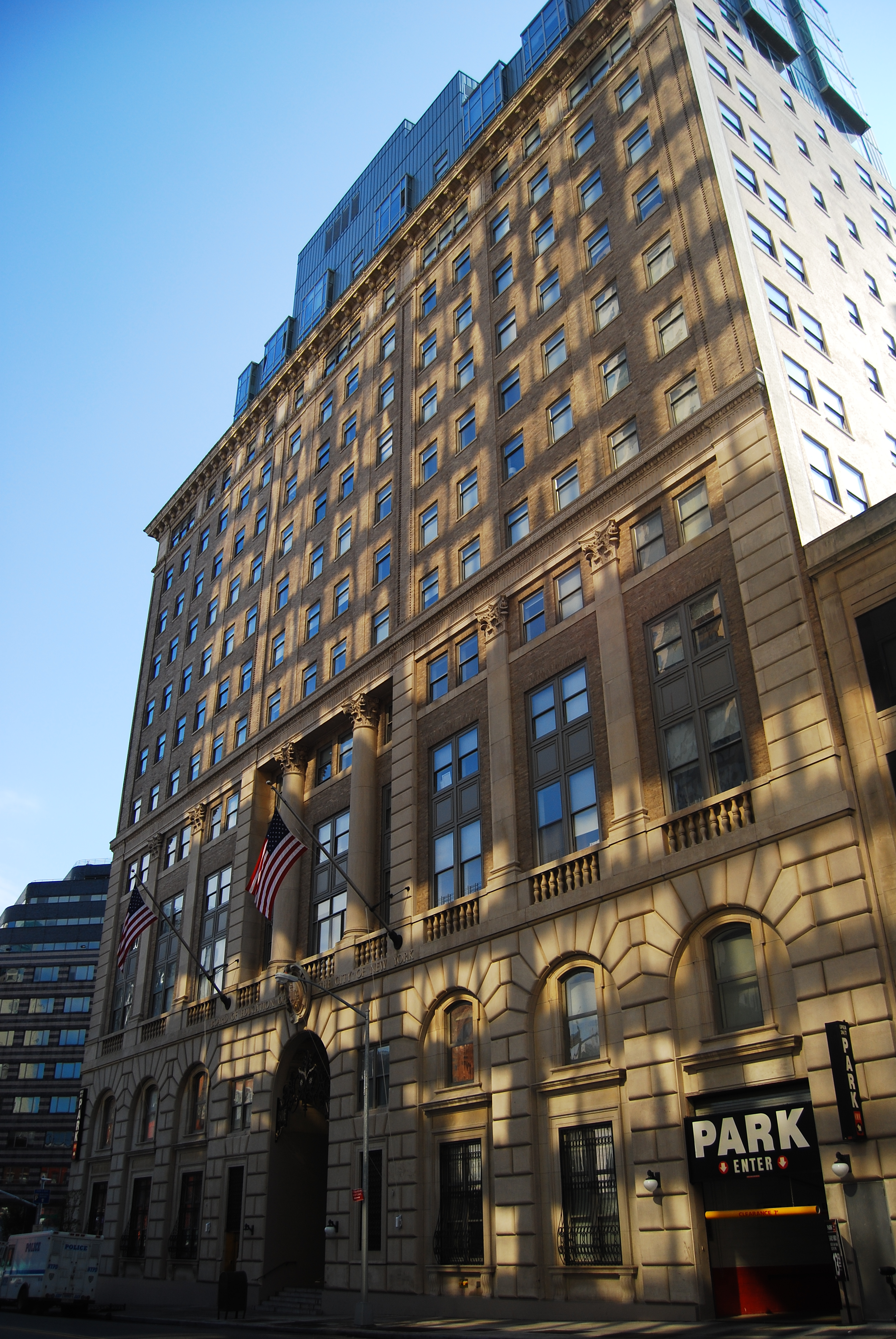
Le 110 Livingston Street.
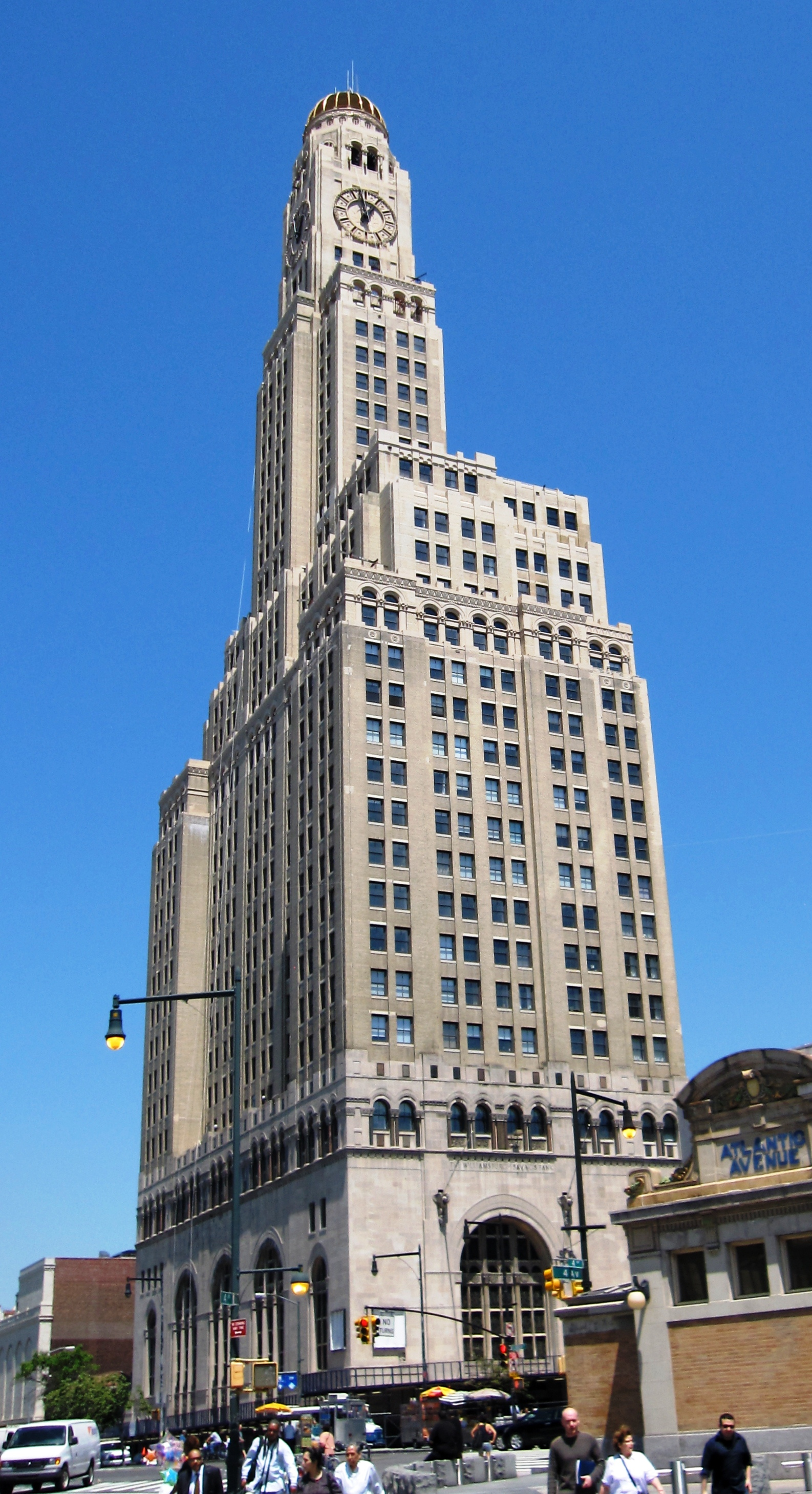
One Hanson Place.
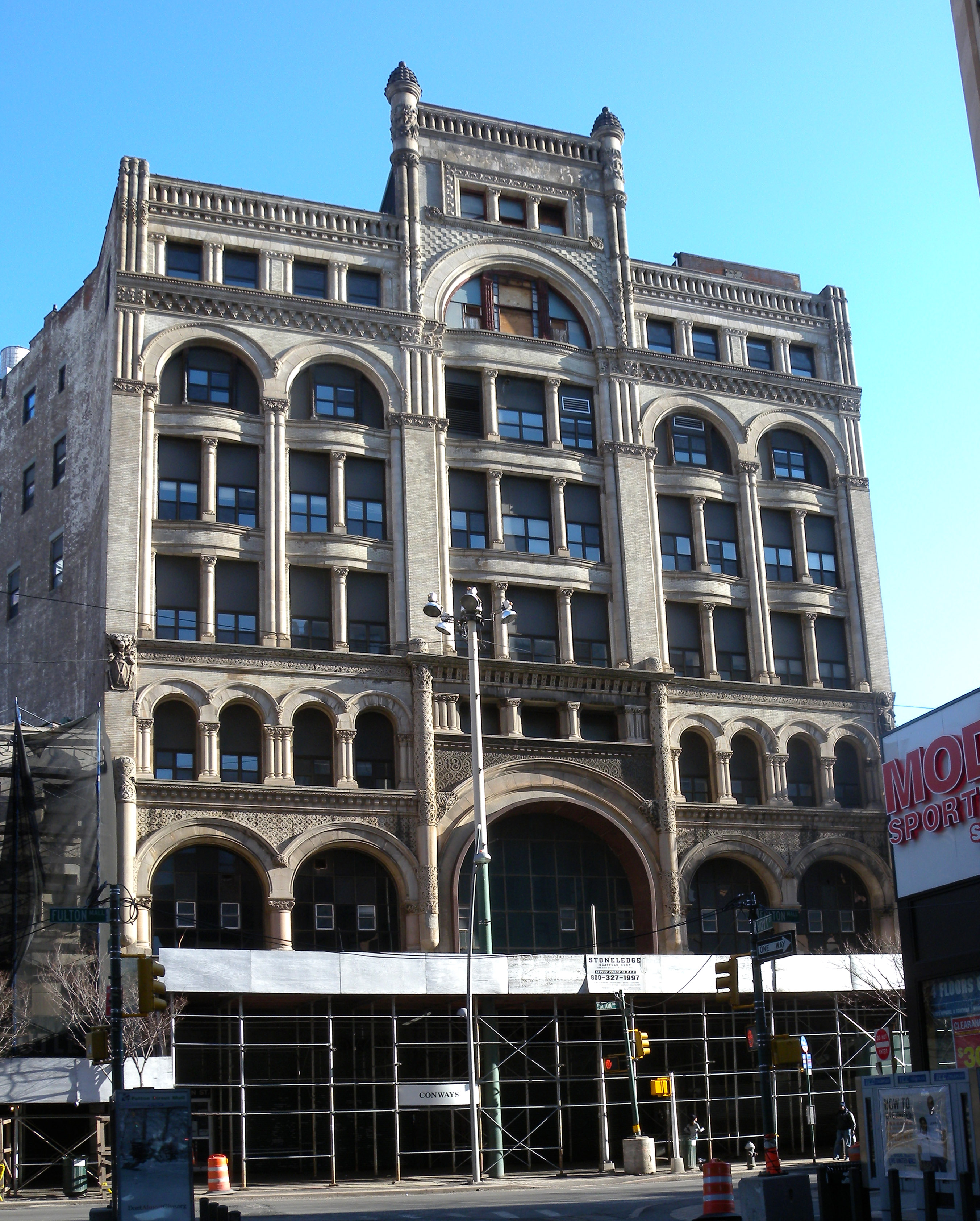
The Offerman Building.
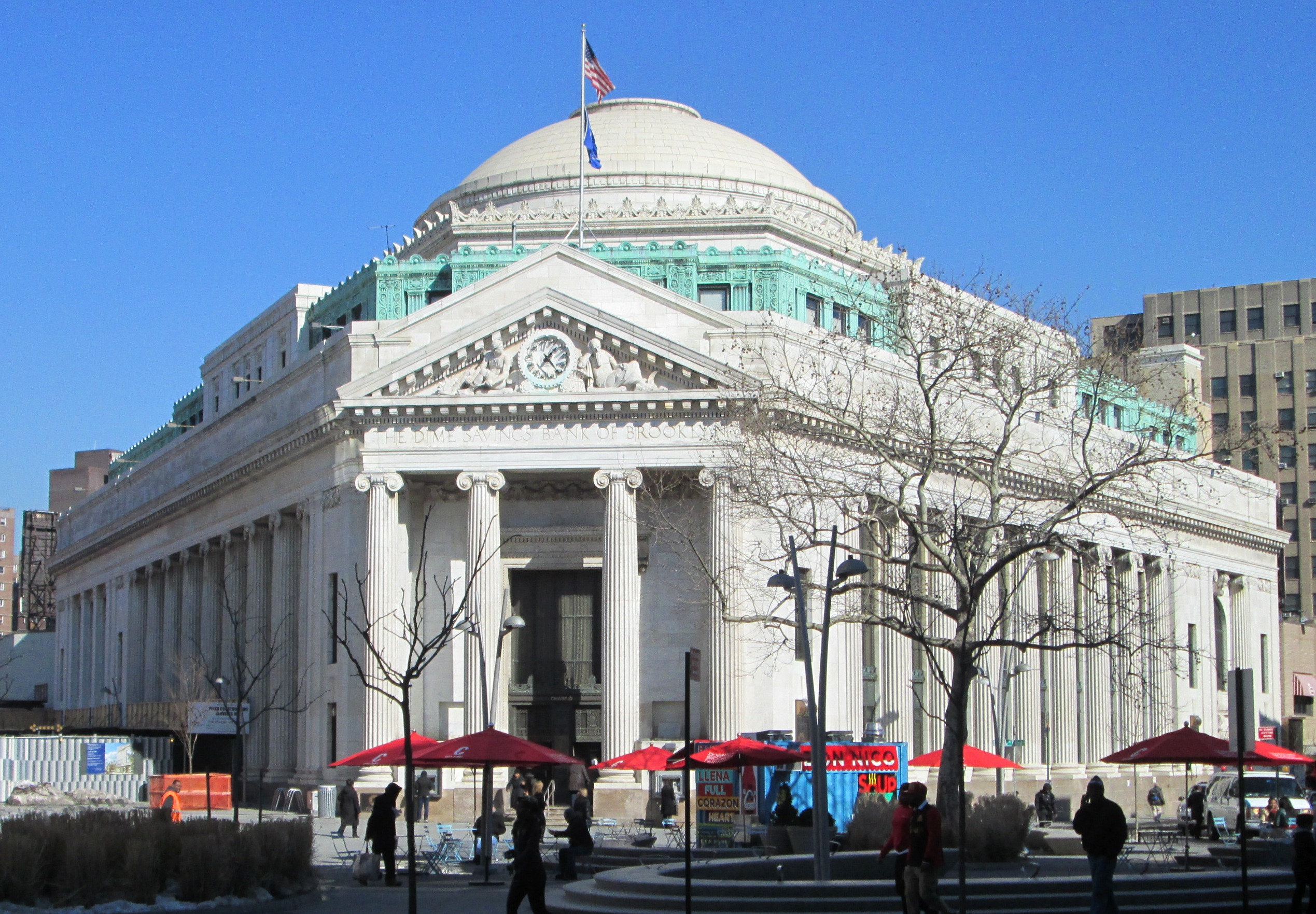
Siège de la Dime Savings Bank of New York.